# David Manga
David Manga (* 3. Februar 1989 in Paris, Frankreich) ist ein zentralafrikanischer Fußballnationalspieler.

## Laufbahn

### Verein
In der Spielzeit 2007/08 kam Manga dreimal für den SC Eisenstadt in der österreichischen Regionalliga Ost zum Einsatz. Im Sommer 2008 wechselte er nach Deutschland zum TSV 1860 München, wo er in der U23 in der Regionalliga Süd eingesetzt wurde. In seiner ersten Saison in München bestritt er 17 Spiele und schoss drei Tore, von Oktober bis Ende März hatte er jedoch verletzungsbedingt pausieren müssen. In der folgenden Spielzeit gehörte er zur Stammbesetzung der kleinen Löwen. Seit März 2010 trainierte der gelernte Elektriker immer wieder auch mit den Profis der Sechzger. In einem Pflichtspiel kam er jedoch nicht zum Einsatz. Am 26. Februar 2011 saß er beim Spiel beim 1. FC Union Berlin erstmals bei einem Profispiel auf der Bank. Auch am 18. März beim Heimspiel gegen den Karlsruher SC gehörte er zum 18er-Kader, wurde aber erneut nicht eingesetzt.
Nach dem Ende der Spielzeit 2010/11 absolvierte er Probetrainings bei mehreren Vereinen, unter anderem beim Karlsruher SC und Partizan Belgrad. Während sein Vertrag mit den Münchner Löwen noch bis 2012 lief, wurde er für die Suche nach einem neuen Verein vom Trainingsbetrieb freigestellt. Am 15. August 2012 unterschrieb er schließlich bei Partizan Belgrad einen Vertrag bis 2014. Er wurde mit der Mannschaft Meister der serbischen Liga 2012, wurde aber zu Beginn der neuen Saison nach Israel zu Hapoel Ramat Gan verliehen.
Nach weiteren Stationen in Israel (mit zwei Pokalsiegen 2013 und 2014), Rumänien und Bulgarien wechselte er zu Beginn des Jahres 2017 wieder nach Israel zu Hapoel Aschkelon. Seit Sommer 2017 steht der Mittelfeldspieler im Aufgebot des aserbaidschanischen Clubs Zirə FK. Dort blieb er bis Jahresende, ehe er wieder zu Aschkelon zurückkehrte. Anfang 2022 absolvierte er ein Probetraining beim deutschen Oberligisten 1. FC Kaan-Marienborn und wurde anschließend verpflichtet.

### Nationalmannschaft
Manga spielte mehrfach für die Nachwuchsnationalmannschaften Kameruns. Am 10. Oktober 2010 gab er sein Debüt für die zentralafrikanische Nationalmannschaft, als er beim CAN-2012-Qualifikationsspiel gegen Algerien in der Startaufstellung stand.

## Persönliches
Mangas Mutter kommt aus Kamerun, sein Vater aus Zentralafrika. Manga besitzt deshalb beide Staatsbürgerschaften. Durch seine Geburt in Paris besitzt er zusätzlich noch die französische Staatsbürgerschaft. Manga ist verheiratet und hat zwei Kinder.